# Punta Marguareis
Punta Marguareis (francouzsky Pointe Marguareis, 2651 m n. m.) je hora v Ligurských Alpách. Jejím vrcholem prochází státní hranice mezi Francií (region Provence-Alpes-Côte d'Azur) a Itálií (region Piemont). Je to nejvyšší hora Ligurských Alp. Je možné na ni vystoupit z chat Rifugio Garelli (1990 m n. m.), Rifugio Don Barbera (2070 m n. m.) a Capanna Saracco-Volante (2220 m n. m.).
Horu jako první zdolal v roce 1832 Lorenzo Pareto.